# YES THEATER
YES THEATER（イエス シアター）は、大阪府大阪市中央区難波千日前のなんばグランド花月地下にある劇場。客席数324(+車椅子スペース)2015年4月4日開業。
高速通信回線を設置し、音楽イベント、企業カンファレンス等のニーズに対応する。
コミュニティFM局 YES-fm(エフエムちゅうおう)の「YES-THEATER  サテライトスタジオ」が併設されている。

## 所在地
- 大阪府大阪市中央区難波千日前11−6 なんばグランド花月B1F

## 収録番組
- 名門！モウカリマッカー学園（テレビ大阪） - 2019年8月まではよしもと西梅田劇場にて収録していた。